# Mikael Salomon
Mikael Salomon (* 24. Februar 1945 in Kopenhagen, Dänemark) ist ein dänischer Kameramann, Filmregisseur, Filmproduzent und Visual-Effects-Artist mit Aktivitäten in Hollywood.

## Biografie
Geboren und aufgewachsen in Dänemark, begann Salomon seine Arbeit in Skandinavien und stand bei rund 50 Filmen hinter der Kamera, bis er Mitte der 1980er Jahre nach Hollywood ging. Zunächst als Kameramann für Amblin Entertainment tätig, wechselte er rasch auf den Regiestuhl und führte ab 1993 sowohl bei Spielfilmen als auch Fernsehserien Regie.
Zu seinen bekanntesten Arbeiten als Kameramann zählt der 1990 produzierte Horrorfilm Arachnophobia und der nur ein Jahr später, 1991 inszenierte Actionfilm Backdraft – Männer, die durchs Feuer gehen. 1990 wurde er erstmals für einen Oscar – in der Kategorie Beste Kamera – für seine Arbeit an Abyss – Abgrund des Todes nominiert.
Seine zweite Oscar-Nominierung erhielt Salomon 1992, für seine erste und bislang einzige Arbeit im Bereich der Visual Effects. Es war Backdraft, bei dem er nicht nur als Kameramann, sondern auch als Computeranimateur fungierte, und für den Salomon zusammen mit Allen Hall, Clay Pinney und Scott Farrar in der Kategorie Beste visuelle Effekte nominiert war.
Im Bereich der Regie ist wohl der 1998 produzierte Actionfilm Hard Rain das bekannteste Werk Salomons, gefolgt von Arbeiten an Fernsehserien wie Band of Brothers – Wir waren wie Brüder oder Rom. Als Regisseur war er an mehr als 40 Produktionen beteiligt.
Mikael Salomon ist seit dem 22. Januar 2000 mit der US-amerikanischen Regieassistentin Nancy Blewer verheiratet. Aus einer früheren, bereits in Dänemark geführten Beziehung stammt Tochter Katrine Salomon, die in Dänemark eine bekannte Fernsehjournalistin ist.

## Filmografie (Auswahl)

### Kameramann
- 1969: De fem og spionerne
- 1970: 5 Freunde in der Tinte
- 1986: Die Augen des Wolfes (Oviri)
- 1988: Das Kuckucksei (Torch Song Trilogy)
- 1988: Zeit der Dunkelheit (Stealing Heaven)
- 1989: Abyss – Abgrund des Todes (The Abyss)
- 1989: Always – Der Feuerengel von Montana (Always)
- 1990: Arachnophobia (Arachnophobia)
- 1991: Backdraft – Männer, die durchs Feuer gehen (Backdraft)
- 1992: In einem fernen Land (Far and Away)

### Regisseur

#### Spielfilme
- 1993: Die Spur des Windes – Das letzte große Abenteuer (A Far Off Place)
- 1998: Hard Rain
- 1999: Erdbeben-Inferno: Wenn die Welt untergeht (Aftershock: Earthquake in New York)
- 2000: Survivor – Die Überlebende (Sole Survivor, Fernsehfilm)
- 2001: Das Iowa Inferno (A Glimpse of Hell, Fernsehfilm)
- 2003: Benedict Arnold: A Question of Honor (Fernsehfilm)
- 2004: Salem’s Lot – Brennen muss Salem (Salem’s Lot)
- 2006: Gefallene Engel (Fallen – the Beginning)
- 2008: Gefallene Engel 3 (Fallen 3 - The Destiny)
- 2008: Er ist zu jung für Dich! (Flirting with Forty, Fernsehfilm)
- 2008: Andromeda – Tödlicher Staub aus dem All (The Andromeda Strain)
- 2008: Die Natalee Holloway Story (Natalee Holloway, Fernsehfilm)
- 2010: Wer ist Clark Rockefeller? (Who Is Clark Rockefeller?, Fernsehfilm)
- 2010: Lost Future – Kampf um die Zukunft (The Lost Future, Fernsehfilm)
- 2012: Drew Peterson – Der Unberührbare (Drew Peterson: Untouchable, Fernsehfilm)
- 2012: Blue Lagoon: Rettungslos verliebt (Blue Lagoon: The Awakening, Fernsehfilm)
- 2014: Freezer – Rache eiskalt serviert (Freezer)
- 2014: Big Driver (Fernsehfilm)

#### Fernsehserien
- 1998: Nash Bridges (Folge 4x06)
- 2001: Alias – Die Agentin (Alias, Folge 1x03)
- 2001: Band of Brothers – Wir waren wie Brüder (Band of Brothers, 2 Folgen)
- 2005: Rom (Rome, 3 Folgen)
- 2007: The Company – Im Auftrag der CIA (The Company, 3 Folgen)
- 2014: Falling Skies (Folge 4x03)
- 2015–2016: Powers (5 Folgen)
- 2017: The Expanse (2 Folgen)
- 2017–2018: Six (3 Folgen)

## Zusätzliches
Mikael Salomon war 1997 kreativer Berater bei Michael Jacksons Musikvideo Ghosts.

## Auszeichnungen (Auswahl)
- 1990: Oscar-Nominierung, Beste Kamera für: Abyss – Abgrund des Todes (The Abyss)
- 1992: Oscar-Nominierung, Beste visuelle Effekte für: Backdraft – Männer, die durchs Feuer gehen (Backdraft)
- 1992: BAFTA-Nominierung, Beste Kamera für: Backdraft – Männer, die durchs Feuer gehen (Backdraft)
- 2002: Emmy, Beste Regie einer Miniserie für: Band of Brothers – Wir waren wie Brüder (Band of Brothers)